# 拓跋呂
拓跋呂（?—?），中國南北朝時期北魏太祖道武帝拓跋珪的族弟，北魏宗室，封江夏公。

## 生平
拓跋呂跟從太武帝拓跋燾平定北涼有功，被封為江夏公，官位為外都大官，委任掌理朝政，大見尊重。逝世後，贈封江夏王，陪葬於金陵。

## 延伸阅读
[在维基数据编辑]
 《魏書·卷14》，出自魏收《魏书》